# Parnaíba Paoliello
Greenhalgh Parnaíba Paoliello (Muzambinho, 1908 – São Paulo, 29 de março de 1972), mais conhecido profissionalmente como  Dr. Parnaiba Paoliello e socialmente, como Grenô, foi um engenheiro brasileiro.

## Biografia
Filho de Camilo Lellis Paoliello e de Eponina Magalhães Navarro Paoliello, era irmão de Domingos Paoliello e de Adhemar Paoliello. Oriundo de tradicional família mineira, cujos antepassados passaram de São Paulo a Minas ainda na época da Capitania de São Vicente (que englobava São Paulo e Minas), descendia, pelo lado materno, dos barões de Cabo Verde (Luís Antônio de Morais Navarro e Josefa Amelia dos Santos Bueno de Morais Navarro).
Seu pai deu-lhe o nome de Greenhalgh Parnaiba em homenagem ao Herói da guerra do Paraguai, João Guilherme Greenhalgh, guarda - marinha da canhoneira Parnaiba que, quando em batalha no ano 1865, mortalmente ferido e defendendo a Bandeira Imperial Brasileira, bradou: "Na Bandeira Brasileira não se toca!"
Fez os seus estudos preliminares no Liceu Municipal de Muzambinho, instituição criada por seu avô, o Coronel Francisco Navarro de Moraes Salles, cidade considerada, à época, a "Atenas Sul Mineira".
Atuou na Prefeitura do Município de São Paulo, especialmente nas gestões dos prefeitos Prestes Maia e Faria Lima, gerindo importantes projetos e planos urbanisticos e viarios para a capital de São Paulo. Foi diretor da Empresa Municipal de Urbanização de São Paulo - EMURB.
Em 1972, após a sua morte, teve o seu nome ("Parnaíba Paoliello") dado a uma rua de São Paulo, como homenagem. Foi sepultado no Cemitério São Paulo.